# Thorey-en-Plaine
Thorey-en-Plaine este o comună în departamentul Côte-d'Or, Franța. În 2009 avea o populație de 1,002 de locuitori.

## Evoluția populației
| An        | 1975 | 1982 | 1990 | 1999 | 2006 | 2009  |
| --------- | ---- | ---- | ---- | ---- | ---- | ----- |
| Populație | 210  | 413  | 611  | 830  | 960  | 1,002 |